# Loi 12 du football

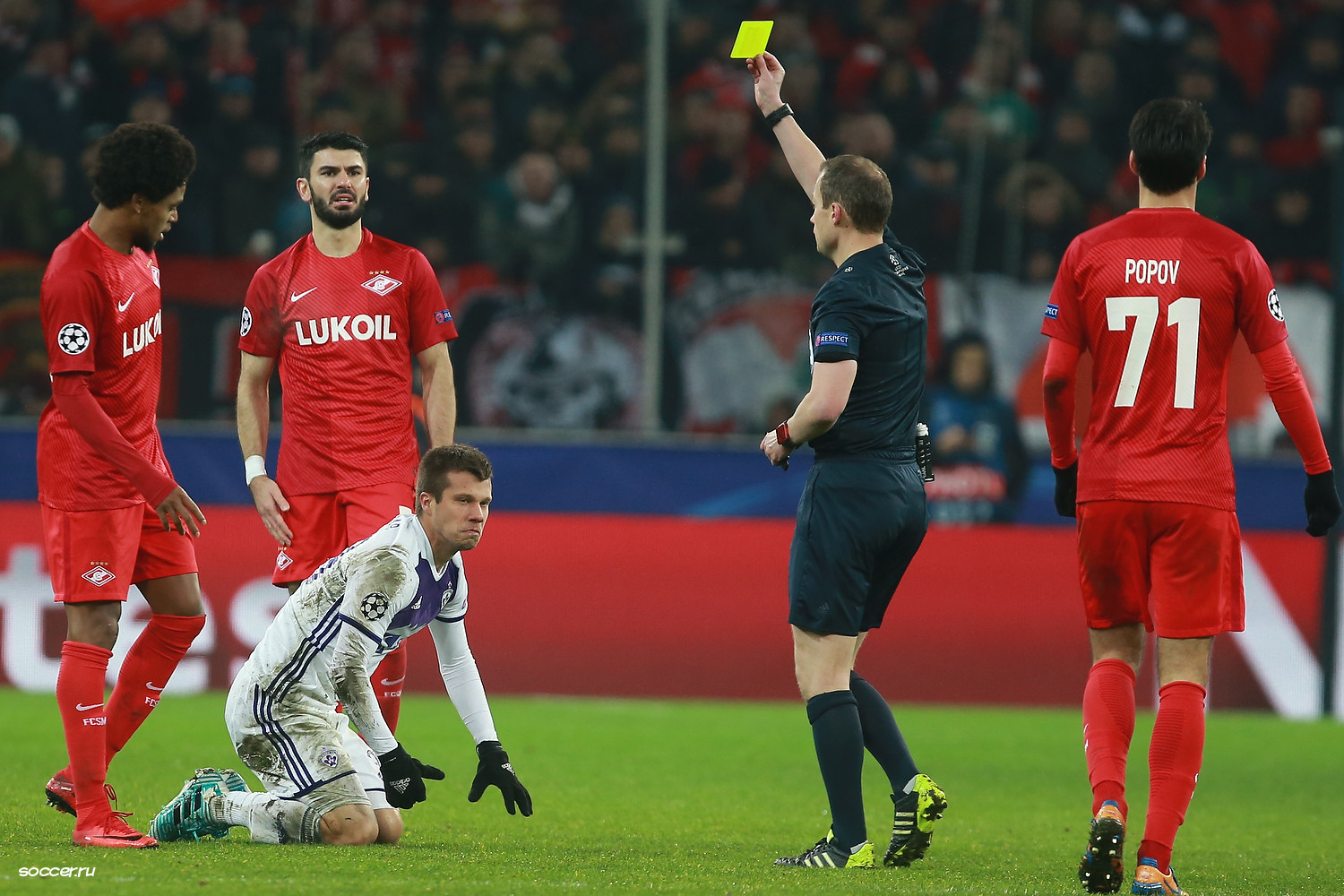
Spartak Moscou contre Maribor - 2017-11-22

La loi 12 du football intitulée « Fautes et incorrections » fait partie des lois du jeu régissant le football, maintenues par l'International Football Association Board (IFAB). Elle concerne les fautes passibles d'un coup franc (direct ou indirect) et les sanctions disciplinaires (avertissement, exclusion). L'exécution des coups francs est régie par la loi 13 (coups francs) :
- lorsqu'une faute passible de coup franc direct est commise par un joueur dans sa surface de réparation, il y a penalty (défini par la loi 14) où que se trouve le ballon dès lors qu'il est en jeu.
- lorsque le ballon est hors du jeu, la faute peut donner lieu à avertissement ou exclusion, mais ne donne pas lieu à coup franc. Le reprise sera consécutive à celle de l'arrêt.
- quand le ballon est en jeu, il y a coup franc (ou penalty) même si la faute est commise en dehors du terrain.

## Loi 12 actuelle
Il est possible d’accorder des coups francs directs et indirects et des penaltys uniquement pour des fautes et infractions commises lorsque le ballon est en jeu.

### Coup franc direct
Un coup franc direct est accordé à l’équipe adverse si, de l'avis de l'arbitre, un joueur commet l'une des fautes suivantes de manière imprudente, inconsidérée ou violente :
- charge un adversaire ;
- saute sur un adversaire ;
- donne ou essaie de donner un coup à un adversaire;
- bouscule un adversaire ;
- frappe ou essaie de frapper un adversaire(y compris un coup de boule) ;
- tacler un adversaire ou lui dispute le ballon ;
- faire ou essayer de faire trébucher un adversaire;
- commettre une main (excepté le gardien dans sa surface de réparation);
- tenir (ou retenir) un adversaire;
- faire obstacle à la progression d'un adversaire avec contact;
- mordre ou cracher sur/vers quelqu'un inscrit sur la liste de départ ou un arbitre;
- lancer (ou botter) un objet sur/vers le ballon, un adversaire ou un arbitre, ou toucher le ballon avec un objet tenu à la main;

En cas de contact, la faute est sanctionnée d’un coup franc direct.
- On parle d’attitude « imprudente » lorsqu’un joueur dispute le ballon sans attention, ni égard, ni précaution. Aucune sanction disciplinaire n’est nécessaire.
- On parle d’attitude « inconsidérée » lorsqu’un joueur agit sans tenir compte du caractère dangereux ou des conséquences de son acte pour son adversaire. Il doit être averti.
- On parle d’attitude « violente » lorsqu’un joueur fait un usage excessif de la force au risque de mettre en danger l’intégrité physique de son adversaire. Il doit être exclu.

Un coup franc direct est également accordé si un joueur commet l'une des infractions suivantes :
- commet une faute de main[3] (sauf le gardien de but dans sa surface de réparation) ;
- tient ou retient un adversaire ;
- fait obstacle à la progression d'un adversaire avec contact ;
- crache sur ou vers quelqu'un, ou le mord ;
- lance ou botte un objet sur le ballon, un adversaire ou l'arbitre, ou touche le ballon avec un objet tenu à la main.

#### Main
Afin de pouvoir déterminer les fautes de main, la limite supérieure du bras coïncide avec le bas de l’aisselle. Tout contact entre le ballon et le bras ou la main d’un joueur ne constitue pas nécessairement une infraction.
Il y a faute si un joueur adverse :
- touche délibérément le ballon du bras ou de la main, par exemple avec mouvement du bras ou de la main vers le ballon ;
- touche involontairement le ballon du bras ou de la main : en ayant artificiellement augmenté la surface couverte par son corps. Il est considéré qu’un joueur a artificiellement augmenté la surface couverte par son corps lorsque la position de son bras ou de sa main n’est pas une conséquence du mouvement de son corps dans cette situation spécifique ou n’est pas justifiable par un tel mouvement (bras au dessus de la tête, ou à l'horizontal par exemple). En ayant son bras ou sa main dans une telle position, le joueur prend le risque de toucher le ballon avec ces parties du corps et ainsi d’être sanctionné ;
- marque un but :
  - directement de la main ou du bras, même de manière accidentelle (s’applique également au gardien) ;
  - immédiatement après que le ballon a touché son bras ou sa main, même de manière accidentelle.

Il n'y a pas faute si un joueur :
- touche involontairement le ballon du bras ou de la main en glissant ou taclant
- touche involontairement le ballon du bras ou de la main après avoir raté un contrôle (rebond sur une autre partie du corps)

Hors de sa surface de réparation, le gardien de but est soumis aux mêmes restrictions que les autres joueurs concernant le contact entre le ballon et le bras ou la main. Si le gardien de but touche le ballon de la main ou du bras en infraction aux Lois du Jeu dans sa propre surface de réparation, un coup franc indirect est accordé mais aucune sanction disciplinaire n’est infligée. Toutefois, si l'infraction consiste à avoir joué le ballon une deuxième fois (que ce soit ou non de la main/du bras) après la reprise du jeu et avant qu'il ne touche un autre joueur, le gardien de but doit être sanctionné si l'infraction stoppe une attaque prometteuse ou prive un adversaire ou l'équipe adverse d'un but ou d'une occasion de but manifeste.

### Coup franc indirect
Un coup franc indirect est accordé à l’équipe adverse du joueur qui, de l’avis de l’arbitre :
- joue de manière dangereuse ;
- fait obstacle à la progression d’un adversaire sans qu’il y ait contact ;
- manifeste sa désapprobation en tenant des propos ou faisant des gestes blessants, injurieux ou grossiers ou en commettant d’autres « infractions orales » ;
- empêche le gardien de but de lâcher le ballon des mains, ou essaie de jouer le ballon lorsque le gardien le lâche
- commet d’autres fautes pour lesquelles le match est arrêté afin d’avertir ou d’expulser un joueur.

Un coup franc indirect est accordé si un gardien de but, dans sa propre surface de réparation, commet l’une des fautes suivantes :
- toucher le ballon des mains :
  - après l'avoir relâché, sans qu’il n’ait été touché par un autre joueur ;
  - sur une passe bottée délibérément par un coéquipier (ou une passe délibérée d'une autre partie du corps si le défenseur a contourné l'esprit de la loi[4]) ;
  - sur une rentrée de touche d'un de ses coéquipiers[5].

### Corner
Un corner est accordé si un gardien de but, dans sa propre surface de réparation, reste en possession du ballon plus de huit secondes avant de le relâcher (qu'il le tienne à la main, le fasse rebondir ou le lance en l'air)

## Approche disciplinaire
En vertu de la loi 5, l'arbitre peut infliger une sanction disciplinaire à un joueur, un remplaçant ou un joueur remplacé, ou un officiel entre le moment où il entre sur le terrain pour inspection et celui où il le quitte après la fin du match (tirs au but compris). Il signifie la sanction par un carton jaune pour un avertissement et un carton rouge pour l'exclusion. Préalablement à cette sanction, l'arbitre peut adresser une mise en garde.
L’épreuve des tirs au but est indépendante du match. Les cartons adressés à un joueur ne seront pas repris pour cette épreuve.

### Mise en garde
Depuis la saison 2020–2021, le rappel à l'ordre a été renommé mise en garde. C'est une technique solennelle qui permet à l'arbitre de faire comprendre à un ou plusieurs joueurs ou officiels que leur attitude ne pourra plus être tolérée. La mise en garde n'est pas une sanction et n'est pas prononcée à la suite d'une faute ou un manquement. De ce fait, il est à la discrétion de l'arbitre et a un objectif de prévention. C'est la dernière étape avant un avertissement ou une exclusion.

### Carton blanc
Depuis de nombreuses années, il existe dans certains districts/ligues, un carton blanc. Les critères d’application sont très variables selon les compétitions. Ce carton oblige le joueur qui le reçoit à être exclu temporairement du terrain pour une certaine durée (voir règlement compétition) ; dans tous les cas, il n'est appliqué que pour les compétitions ligues et districts. Selon les régions, il peut être appliqué en Coupe de France jusqu'au deuxième tour inclus.

### Avertissement
Un joueur (ou, le cas échéant, un remplaçant ou un joueur remplacé) ou un officiel doit être averti, s'il :
- retarde la reprise du jeu ;
- manifeste sa désapprobation en paroles ou en actes ;
- pénètre, revient ou quitte sur le terrain de jeu sans l’autorisation préalable de l’arbitre ;
- ne respecte pas la distance requise lors de l’exécution d’un coup de pied de coin, d’un coup franc ou d’une rentrée de touche;
- enfreint de façon répétée les Lois du jeu ;
- se rend coupable d'un comportement antisportif - notamment : simulation, jouer le ballon de la main en vue de marquer un but, faute commise pour faire échouer une attaque prometteuse ou annihiler une occasion de but manifeste (s'il y a penalty) ;
- fait un usage excessif du signal d'analyse vidéo ;
- pénètre dans la zone de visionnage ;

Deux fautes distinctes, même commises à quelques secondes d'intervalle, doivent donner lieu à deux avertissements.
Les lois du jeu 2017–2018 ont introduit la possibilité, pour certaines compétitions amateurs, d'assortir l'avertissement d'une exclusion temporaire du joueur concerné, en principe pour 10 minutes. Cette faculté reste peu utilisée.

#### Exclusion
Un joueur, un remplaçant, un joueur remplacé ou un officiel doit être exclu, s'il :
- empêche l’équipe adverse de marquer un but en commettant une main (excepté le gardien de but dans sa propre surface de réparation) ;
- annihile une occasion de but manifeste en commettant une faute passible d’un coup franc. Si la faute donne un pénalty, le joueur sera simplement averti à moins évidemment que la faute en elle-même ne mérite l'expulsion;
- commet une faute grossière ;
- crache sur /vers ou mord quelqu’un ;
- commet un acte de brutalité ;
- tient des propos blessants, injurieux et/ou grossiers ou agit de façon blessante, injurieuse et/ou avec grossièreté ;
- reçoit un second avertissement au cours du même match ;
- pénètre dans la salle de visionnage.

Un joueur exclu doit quitter le terrain de jeu ainsi que la surface technique et n'est pas remplacé (sauf si la faute est commise avant de pénétrer sur le terrain au début du match).

#### Suspensions
Selon les règlements de chaque compétition, les joueurs avertis ou exclus sont passibles de suspensions. En France, trois avertissements reçus dans une période de trois mois ou une expulsion entraînent une suspension automatique pour un match. Toute nouvelle expulsion dans un délai de trois mois entraîne automatiquement deux matchs de suspension. Une commission de discipline, selon la gravité de la faute, peut alourdir ces sanctions.

### Reprise du jeu
Si le ballon est en jeu et si le joueur commet une infraction à caractère physique à l’intérieur du terrain contre : 
- un adversaire : coup franc indirect ou direct ou penalty ;
- un coéquipier, un remplaçant, un joueur remplacé ou exclu, un officiel d’équipe ou un arbitre : coup franc direct ou penalty ;
- toute autre personne : balle à terre.

Toutes les infractions verbales sont sanctionnées d’un coup franc indirect.
Le coup franc direct ou indirect sera exécuté à l’endroit où l’infraction a été commise (sauf en cas de penalty) et conformément à la loi 13 : coups francs.
Lorsqu'un joueur commet l'une de ces fautes à l'extérieur du terrain de jeu le coup franc sera joué sur la ligne de but ou de touche au plus près de l'endroit où a été commise la faute. Si la faute est passible d'un coup franc direct et que cette ligne est dans la surface de réparation, un penalty est accordé.
Toutefois lorsqu'un joueur commet une de ces fautes à l'extérieur du terrain de jeu et contre un partenaire le coup franc sera joué sur la ligne de but ou de touche au plus près de l'endroit où a été commise la faute, mais il sera indirect,.

## D'après les autres lois du jeu
En vertu de la loi 14, un penalty (coup de pied de réparation) est accordé quand l’une des fautes passibles d'un coup franc direct est commise par un joueur dans sa propre surface de réparation (ou hors du terrain, si le point du terrain le plus proche est dans sa surface de réparation), quel que soit l’endroit où se trouve le ballon à ce moment-là, pourvu qu’il soit en jeu.
En vertu de la loi 3, un coup franc direct est aussi accordé quand le jeu est influencé par un joueur entrant sur le terrain sans autorisation de l'arbitre, un officiel d’équipe, un remplaçant, un joueur remplacé ou exclu.
Un coup franc indirect est aussi accordé quand un joueur :
- entre sur le terrain sans autorisation de l'arbitre, sans influencer le jeu (cf. loi 3) ;
- commet une infraction de hors-jeu (cf. loi 11) ;
- joue le ballon deux fois consécutivement lors d'une remise en jeu, sauf balle à terre (cf. lois 8, 13, 14, 15, 16, 17) ;
- partenaire du tireur, commet une faute durant l’exécution d'un penalty (entre le signal de l'arbitre et le botté), s'il n'est pas marqué (cf. loi 14) ;
- tireur d'un penalty, commet une faute, que le but soit marqué ou non (cf. loi 14) ;
- partenaire du tireur, se tient à moins d'un mètre d'un mur lors d'un coup franc (cf. loi 13) ;
- se tient à moins de 2 mètre de l'exécutant d'une touche adverse (cf. loi 15).